# 国立地域研究学院
国立地域研究学院（仏：Institut national des études territoriales,略はINET）は、グランゼコールで、フランスの地方自治体に専門している官僚養成学校。本部はストラスブールにある。大学院生900人ぐらいを養成する。国立地域公務員局（CNFPT）に運営される。

## 歴史
1982年で復活したフランスの分権自治と同時に地域公務員が現れた。分権の発展により自治体において官僚が必要になってきた。1986年には地域管理者（Administrateurs territoriaux）が初めて登場し、地域管理者の試験と1990年同年に地域公務員高等研究学院（Institut d'études supérieures de la fonction publique territoriale）を発足した。1997年国立行政学院の周りにパリからストラスブールへ移動した。

## 組織
フランス行政制度において若い機関以上、法人格はまだ確定していない。会計検討院は「運営の困難」なども判断した。それにもかかわらず、厳しい入学試験を設定し、毎年大学院生135人が入学する。政治学院の卒業生は多いといわれる。

## 参考
1. ↑  CNFPT公式サイト
2. ↑  「CNFPT : zoom sur les « anomalies » pointées dans le rapport de la Cour des comptes」、『La gazette des communes』